# 青木茂 (参議院議員)
青木 茂（あおき しげる、1922年（大正11年）10月29日 - 2016年（平成28年）1月27日）は、日本の経済学者、政治家、参議院議員（1期）、サラリーマン新党代表。妻は生活経済評論家の青木淑子。次女はノンフィクション作家の青樹明子（1955年7月5日 - ）。長男はテレビ朝日プロデューサーの青木吾朗（1958年12月21日 - 2022年8月21日）、その妻はテレビ朝日元アナウンサーの坪内純子。

## 略歴
愛知県豊橋市生まれ。東京帝国大学経済学部卒業。愛知教育大学教授、大妻女子大学教授を歴任。
1980年（昭和55年）の第12回参議院議員通常選挙に全国区から無所属で立候補したが落選した。1983年（昭和58年）5月8日、サラリーマン新党を結成し、代表となる。クロヨンなどの不公平税制の是正、サラリーマンの必要経費容認を公約に訴えた。スローガンは「給料日の怒りを国会へ!」。新党ブームもあり、1983年の参院選で初当選。
1989年の参院選では、日本社会党の土井ブームの煽りを受けたこと、また、新党ブームの下火、サラリーマン新党の政治的立場が不安定（野党であったが、自民党寄りの考えがあったという）なこともあり、落選する。これを機に党代表を辞任し最高顧問となる。1992年の第16回参議院議員通常選挙ではサラリーマン新党としての独自候補擁立を見送り、青木は江田五月らに誘われ社民連から立候補したが再び落選し、政界を引退した。サラリーマン新党も政党としての活動はなくなったが、再び青木が代表となり政治団体として書類上存続した。青木は死去するまで同党の代表を務めていた。
1992年11月の秋の叙勲で勲三等に叙され、旭日中綬章を受章する。
青木はまだイデオロギー対立の時代に国民の生活向上を政治の至上命令にとらえ、右でも左でもない立場を貫いた。人物としては温厚なリベラリストであった。また後に首相となる菅直人が学生時代、青木のもとを立候補要請に訪れその後青木の自宅の一角を借りて塾を開き、市民運動の事務所としても使っていた。作家の城山三郎とは愛知学芸大学で教鞭をとった同僚であり、豊橋在住の青木に上京を勧めたのも城山であり亡くなるまで親交があった。
政界引退後は年金生活を送り、晩年は時代小説などを書いて過ごした。2016年（平成28年）1月27日、大動脈瘤破裂のため死去。93歳没。死没日をもって従四位に叙された。

## 著書
- 『彼には志があった－評伝近藤重蔵－』（郁朋社 第1回中・近世文学賞 研究部門優秀賞受賞[9]）